# 제16회 영국 아카데미 영화상
제16회 영국 아카데미 영화상은 1962년의 최고의 영화를 기리기 위해 1963년에 열린 시상식이다.

## 수상

### 작품상
- 아라비아의 로렌스 수상

### 칼 포먼 상
- 장거리 주자의 고독 - 톰 커트니 수상

### 남우주연상(영국)
- 아라비아의 로렌스 - 피터 오툴 수상

### 남우주연상(외국)
- 버드맨 오브 알카트라즈 - 버트 랭커스터 수상

### 여우주연상(영국)
- 레슬리 카론 수상

### 여우주연상(외국)
- 미라클 워커 - 앤 밴크로프트 수상

### 각본상(영국)
- 아라비아의 로렌스 - 로버트 볼트 수상

### UN상
- 요정이 되고 싶은 소녀 수상